# Norma postępowania
Norma postępowania – jednoznaczna wypowiedź pozaopisowa, która (według wzorcowej struktury słownej) określonemu podmiotowi w określonych okolicznościach wskazuje określony sposób postępowania.
Podmiot, któremu norma wyznacza zachowanie, nazywany jest adresatem normy postępowania.

## Znaczenie pojęcia

### Norma postępowania jako wypowiedź językowa
Normę postępowania można rozumieć jako wypowiedź językową, która spełnia funkcję sugestywną i jest adresowana do osoby lub grupy osób w formie zakazu lub nakazu, mającego określić przyszłe zachowanie się. W tym rozumieniu norma postępowania odróżnia się od zdania tym, że jest wypowiedzią prospektywną (zorientowaną na działania przyszłe), preskryptywną (określającą działania, jako powinność), która jest skierowana zawsze do określonego adresata i nie posiada tzw. wartości logicznej.
Oznacza to, że norma postępowania w momencie jej kreacji nie jest ani prawdziwa, ani fałszywa i zapowiada to, co ma być stosowane w przyszłości przez jej adresatów, zgodnie np. z literą prawa.

### Norma postępowania na gruncieCommon law
Normę postępowania można rozumieć także jako powtarzalną praktykę ukształtowaną w sytuacjach określonego rodzaju, odtwarzaną przez doktrynę prawniczą oraz faktów prawnych, mających miejsce w przeszłości.  W takim ujęciu nie jest ona ontologicznie tożsama z wypowiedzią językową i nie stoi w opozycji do zdania (perskryptywność - deskryptywność; prospektywność - retrospektywność). 
Takie rozumienie dominuje lub jest co najmniej równie uprawnione - na gruncie kultury common law, gdzie stanowienie prawa sytuuje się w obrębie tzw. realistycznych ujęć prawa. Główną rolę odgrywa tu deskryptywna analiza zwyczajów i precedensów. W tym ujęciu pojęcie normy jest bliższe znaczeniowo określeniom takim jak: normalność, trwałość czy powtarzalność.

## Skuteczność normy postępowania
Wypowiedzenie (sformułowanie) normy postępowania samo w sobie nie ma mocy sprawczej. Skuteczność normy jest zależna od tego, jakie zmiany powoduje ona w rzeczywistości pozajęzykowej, w postaci wykonania (bądź nie) obowiązku nałożonego na adresata przez normę. Można tu wyróżnić skuteczność potencjalną, która występuje już w chwili wypowiedzenia (sformułowania) normy przez normodawcę oraz skuteczność aktualną, z którą mamy do czynienia, gdy normodawca jest podmiotem posiadającym tytuł do stosowania odpowiednich sankcji. 
W literaturze przedmiotu spotykamy się również z podziałem na skuteczność bezpośrednią (behawioralną), która polega na doprowadzeniu do zgodności zachowania adresata ze wzorem zachowania, który ta norma zawiera oraz skuteczność pośrednią (finalną), którą osiąga się poprzez wykonanie obowiązku nałożonego przez normę, czyli utrzymywaniu stanu rzeczy przyjętego przez prawodawcę jako ratio legis normodawstwa.